# Trstené pri Hornáde
Trstené pri Hornáde (in ungherese Abaújnádasd) è un comune della Slovacchia facente parte del distretto di Košice-okolie, nella regione di Košice.